# Whisky à gogo
Pour les articles homonymes, voir Whisky à gogo (homonymie).
Whisky à gogo (Whisky Galore en anglais) est le titre d'un roman de Sir Compton Mackenzie paru en 1947, racontant une histoire vraie, adapté au cinéma par Alexander Mackendrick sous le titre de Whisky à gogo !

## Résumé
Pendant la Seconde Guerre mondiale, un cargo, le S.S. Cabinet Minister, s'échoue au large d'un groupe d'îles écossaises (Great Todday et Little Todday) avec cinquante mille caisses de whisky à son bord. En raison des rationnements causés par la guerre, les habitants des îles assoiffés se précipitent sur cette « eau-de-vie » voyant là une aubaine inespérée. Ils parviennent à récupérer plusieurs centaines de caisses avant que le bateau ne coule. Mais ils se heurtent ensuite aux autorités qui cherchent à récupérer cette marchandise, et en particulier à Paul Waggett, un pompeux capitaine du Home Guard britannique. Un jeu du chat et de la souris s'ensuit alors de manière hilarante.
Bien que l'épave et les péripéties relatives au whisky soient au centre de l'histoire, l'auteur raconte également avec beaucoup de détails la vie quotidienne dans les Hébrides extérieures, par exemple les différences de culture entre l'île protestante de Great Todday et celle catholique de Little Todday. Mackenzie s'est inspiré d'un point de vue géographique des îles de Barra (où il demeurait lui-même) et d'Eriskay, mais qui sont toutes les deux catholiques dans la réalité.
L'ouvrage de Mackenzie rend compte des divers accents existant dans la région, ainsi que de l'usage du gaélique écossais encore très présent alors. Il est accompagné d'une annexe très utile pour la compréhension et la prononciation de la langue.

## Origines de l'histoire
Ce roman est basé sur l'histoire vraie du naufrage du S.S. Politician en février 1941 au large de l'île d'Eriskay. Parti de Liverpool, il se rendait à La Nouvelle-Orléans avec un chargement de vingt-deux mille caisses de whisky, représentant 264 000 bouteilles, destiné à être vendu aux États-Unis pour financer l'effort de guerre britannique. Il s'agissait majoritairement de blends de grande qualité provenant des distilleries Ballantine's et Walker en particulier, et qui auraient dû rapporter à la vente près d'un demi million de livres. Les îliens pillèrent l'épave, conduisant à des perquisitions du service des douanes dans presque toutes les fermes de l'île, qui n'eurent guère de résultats toutefois.

## Adaptations
- 1949 : Whisky à gogo !, film britannique réalisé par Alexander Mackendrick, avec Basil Radford et Catherine Lacey
- 2016 : Whisky Galore (en) de Gillies MacKinnon.